# Roman burlesque
 (juin 2012).
Si vous disposez d'ouvrages ou d'articles de référence ou si vous connaissez des sites web de qualité traitant du thème abordé ici, merci de compléter l'article en donnant les références utiles à sa vérifiabilité et en les liant à la section « Notes et références ».
 (juin 2012).
Le roman burlesque est un genre de roman parodique du XVIIe siècle[réf. nécessaire] ; il peut se lire comme un détournement des romans nobles de l’époque (héroïque, pastoral)[réf. nécessaire]. Dans ces récits, les personnages évoluent dans un univers prosaïque (banal, terre à terre), loin du cadre idyllique du roman pastoral[réf. nécessaire].